# Wybory do Senatu w Holandii w 2023 roku
Wybory do Senatu w Holandii w 2023 roku – wybory pośrednie do wyższej izby holenderskiego parlamentu, Eerste Kamer, w której zasiada 75 senatorów. Deputowani są wybierani na czteroletnią kadencję przez członków rad prowincji wskazanych przez obywateli w wyborach, które w tym przypadku miały miejsce 15 marca tego samego roku, oraz przez przedstawicieli tzw. gmin specjalnych i obywateli holenderskich za granicą.

## Wyniki wyborów
| Komitet wyborczy | Komitet wyborczy                                   | Wyniki    | Wyniki  | Wyniki  | Wyniki  |
| Komitet wyborczy | Komitet wyborczy                                   | Głosy     | Głosy   | Mandaty | Mandaty |
| Komitet wyborczy | Komitet wyborczy                                   | Głosy     | Głosy   | Liczba  | +/−     |
| Komitet wyborczy | Komitet wyborczy                                   | Elektorów | Ważone  | Liczba  | +/−     |
| ---------------- | -------------------------------------------------- | --------- | ------- | ------- | ------- |
|                  | Ruch Rolnik-Obywatel (BBB)                         | 137       | 36 976  | 16      | Nowa    |
|                  | Partia Ludowa na rzecz Wolności i Demokracji (VVD) | 67        | 22 194  | 10      | 2       |
|                  | Zielona Lewica (GL)                                | 55        | 17 313  | 7       | 1       |
|                  | Partia Pracy (PvdA)                                | 68        | 15 862  | 7       | 1       |
|                  | Apel Chrześcijańsko-Demokratyczny (CDA)            | 47        | 13 136  | 6       | 3       |
|                  | Demokraci 66 (D66)                                 | 37        | 11 144  | 5       | 2       |
|                  | Partia Wolności (PVV)                              | 34        | 10 922  | 4       | 1       |
|                  | Partia na rzecz Zwierząt (PvdD)                    | 27        | 8 560   | 3       | 0       |
|                  | Właściwa Odpowiedź 2021 (JA21)                     | 24        | 8 289   | 3       | Nowa    |
|                  | Partia Socjalistyczna (SP)                         | 24        | 7 404   | 3       | 1       |
|                  | Unia Chrześcijańska (CU)                           | 23        | 6 595   | 3       | 1       |
|                  | Forum na rzecz Demokracji (FvD)                    | 17        | 4 866   | 2       | 10      |
|                  | Volt Niderlandy (Volt)                             | 14        | 4 826   | 2       | Nowa    |
|                  | Polityczna Partia Protestantów (SGP)               | 17        | 4 436   | 2       | 0       |
|                  | 50Plus (50+)                                       | 8         | 3 264   | 1       | 1       |
|                  | Onafhankelijke Politiek Nederland (OPNL)           | 17        | 3 183   | 1       | 0       |
| W sumie          | W sumie                                            | 616       | 178 970 | 75      | 75      |